# Финмарк
Финмарк (на норвежки: Finnmark, на северносаамски: Finnmárku) е фюлке в най-североизточната част на Норвегия. По суша граничи с фюлке Тромс на запад, Финландия на юг и Русия на изток. По вода граничи с Норвежко море на северозапад и Баренцово море на север и североизток.
В община Нордкап се намират най-северната точка на Европа и най-северната точка на континентална Европа. Хонингсвог е най-северният град в Европа. Вадьо е най-източният град в страната и се намира по-източно от Санкт Петербург (Русия) и Истанбул (Турция).
По площ Финмарк е най-голямото фюлке в Норвегия с площ по-голяма от тази на Дания. С население от около 75 хиляди жители, фюлкето е най-малко населеното в страната.

## Климат
Във вътрешността на фюлкето климатът е континентален. Във Финмарк се наблюдават най-ниските зимни температури в Норвегия. Средната температура във вътрешните части на Финмарк е от -10°C до -15 °C през зимата и 14 °C през лятото. В крайокеанските области зимите са много по-меки и по-ветровити. Средните температури там са от -2 °C до -7 °C през зимата и 10-12 °C през лятото. Най-ниската измерена температура е -51,4 °C (1 януари 1886 г.), а най-високата измерена е +34,3 °C (23 юни 1920 г.). Финмарк е фюлкето с най-малко валежи в Норвегия.
Тъй като Финмарк се намира изцяло северно от Северния полярен кръг, във фюлкето се наблюдава бяла нощ от средата на май до края на юли, а от края на ноември до края на януари слънцето не изгрява. От Финмарк може да се наблюдава полярното сияние.

## Административно деление и икономика
Фюлкето има 19 общини.
Вадьо е столица на фюлкето, въпреки че Алта е градът с най-голямо население. Традиционно риболовът е основният отрасъл по бреговете, където живеят повечето норвежци. Киркенес се превръща в град, когато започва експлоатацията на желязна руда в околността, но мините са затворени през 1996 г.
Туризмът става важен отрасъл в края на XX и началото на XXI век, като Нордкап, Алта и Хамерфест са най-посещаваните дестинации във Финмарк.
Във Финмарк има две болници – в Киркенес и Хамерфест, 4230 km пътища и общо единадесет летища , но единствено летищата в Алта и Киркенес имат директни полети до Осло, а летището в Порсангер е военно. Понастоящем Хамерфест изпитва икономически бум поради разработването на залежи от природен газ. В източната част на фюлкето се очакват бъдещи доходи от добив на петрол от Баренцово море. 

## История
Областта Финмарк е населена от поне 8000 г. пр. Хр. Съдбата на първите заселници е неизвестна. Три етнически групи имат дълга история във Финмарк – саами, норвежци и квен.

### Етнически групи

#### Саами
Саами са коренното население на Финмарк, но от векове норвежци населяват бреговете на островите във фюлкето. Саами продължават да са преобладаващото население във вътрешността на Финмарк, докато крайбрежните местности са населени със смесено население. Години наред саами са жертви на асимилационна политика от страна на норвежците, която цели изоставянето на традиционните им начин на живот и религия. През 1970-те това се променя и саамските езици стават учебен предмет в училищата. Повечето саами са горди от произхода и културата си. През 1989 г. в Карашьок е открит саамският парламент (Sámediggi).

#### Норвежци
Брегови територии от днешното фюлке Финмарк са колонизирани от норвежците още през X век по време на Викингската епоха. Граничните спорове с новгородците продължават до 1326 г., когато е подписан Договорът от Новгород.
Първото познато укрепление във Финмарк е във Вадьо, издигнато през 1306 г. от крал Хокон V Магнусон. Това е най-северното укрепление в света. През XVII век 88 млади жени са изгорени във Вадьо, след като са признати за вещици, което е изключително голям брой предвид населението на областта по това време.
През XVIII и XIX век Норвегия, Швеция и Русия се опитват да контролират Финмарк. През XIX век Финмарк получава статут на фюлке.

#### Квен
Квен са наследници на финландски емигранти, които са пристигнали във фюлкето преди и през XIX век.

### По време на Втората световна война
В края на Втората световна война армията на нацистка Германия провежда операция „Нордлихт“ и отблъсква Червената армия във Финмарк и Северен Тромс. Вследствие на това малко къщи остават неразрушени след войната, а голяма част от населението е евакуирано насилствено на юг (Тромсьо става пренаселен). Много хора избягват евакуацията, криейки се в пещери и в планинските райони, чакайки германците да се оттеглят. Германските войски изгарят 11 хил. къщи, 4700 обора, 106 училища, 27 църкви и 21 болници. 22 хил. комуникационни линии са разрушени, пътища са взривени, лодки – разрушени, биват убити животни. 1000 деца са разделени от родителите им.
След освобождението на първия норвежки град, Киркенес, на 25 октомври 1944 г., Червената армия не опитва по-нататъшна инвазия в Норвегия. Градът е мирно предаден на Норвегия след края на войната. След края на войната повече от 70 хил. души във Финмарк са бездомни.

### По време на Студената война
Поради 196-километровата граница на Финмарк със Съветския съюз във Финмарк има напрежение по време на Студената война. Поради тази причина Норвегия декларира, че никакви упражнения на НАТО няма да се провеждат във Финмарк. Все пак във фюлкето се провеждат много разузнавателни операции, като от там излитат самолети, които правят първите снимки на новите модели руски подводници и самолети.
Дори след края на Студената война, през 2000 г., руски генерали заплашват Вадьо с атака с ядрени ракети.

## Население
Финмарк става част от Кралство Норвегия през Средновековието. Около една четвърт от населението на Финмарк е саами. Фюлкето, както и осем общини (вкл. три извън Финмарк), има официално име на саамски език. От XIX век до Втората световна война много финскоговорещи имигранти се заселват във Финмарк. От 1996 г. те имат статут на малцинство.